# 커맨드 앤 컨커: 유리의 복수
《커맨드 앤 컨커: 유리의 복수》(영어: Command & Conquer: Yuri's Revenge)는 웨스트우드 스튜디오가 제작한 《커맨드 앤 컨커: 레드 얼럿 2》의 확장팩이다. 일렉트로닉 아츠가 배급하고 마이크로소프트 윈도우 플랫폼으로 개발돼 북미 지역에서 2001년 10월 10일 최초로 출시됐다.
전작의 연합군 캠페인 엔딩에서 이야기가 이어지며 전소련 초능력자 유리가 노리는 세계정복의 야욕을 저지하는 이야기를 그렸다.

## 줄거리
《커맨드 앤 컨커: 레드 얼럿 2》의 연합군 시나리오의 끝을 시작으로 잡고 있다. 제2차 공산화대전(커맨드 앤 컨커:레드 얼럿 2의 오리지널)에서 연합군이 로마노프 서기장을 체포하고 런던탑에 감금하는 데 성공하나, 유리는 탈출에 성공하여 자신의 정신기술로 정신변환 전사와 유전자 변형 돌연변이 등으로 구성된 사병을 조직하고, 비밀리에 인간의 정신을 완전히 지배하는 '사이킥 도미네이터'의 연결망을 전 세계에 구축하였다. 유리는 '사이킥 도미네이터'의 연결망이 거의 완성될 무렵 자신의 건재함을 세상에 드러냈으나, 연합군의 공군은 샌프란시스코의 알카트라즈 섬의 '사이킥 도미네이터'를 공격하였으나, 사이킥 도미네이터를 파괴하지는 못했으나 작동불가 상태로 만들었다. 연합군은 알베르트 아인슈타인 박사가 제작한 타임머신을 이용하여 '사이킥 도미네이터'의 제작 이전으로 거슬러 올라가 그 계획을 좌절시키려 한다. 제2차 공산화대전에서 패배한 소련군도 나름대로 타임머신을 노획하여 전쟁의 결과를 바꾸려는 계획을 추진하였다. 전쟁은 다시 미궁 속에 빠져들고 전쟁의 피바람은 전 세계를 물들이기 시작했다.

## 게임플레이
다른 진영인 유리의 사이킥 군대가 포함되어, 멀티플레이어 및 모의전투에서 선택할 수 있다. 연합국측과 소비에트 츨에는 각각 싱글플레이어를 위한 캠페인 7개가 추가 되었다. 이전의 커맨드&컨커 시리즈 게임들과 같이 레드얼럿 2의 두 진영들은 각자의 장점과 단점을 지닌 고유한 유닛들을 보유하고 있다. 승리하기 위해서는 플레이어는 자신이 선택한 진영의 장점과 상대방 진영의 단점을 이용할 줄 알아야 한다. 유리의 사이킥 군대가 새롭게 추가됐다. 각 유닛에 대한 고유의 목소리를 부여하였다.

## 반응
《유리의 복수》는 대체적으로 긍정적인 평가를 받았다. 게임랭킹스는 30개의 평가에 기반해 평균 85%의 점수를 매겼다.

## 참조